# Вайскірхен
Вайскірхен (нім. Weiskirchen) — громада в Німеччині, знаходиться в землі Саар. Входить до складу району Мерциг-Вадерн.
Площа — 33,64 км2. Населення становить 6298 ос. (станом на 31 грудня 2021).